# BlaBla (együttes)
A BlaBla egy 2000-ben feloszlott magyar alternatívrock-együttes volt.

## Története
A zenekart 1993-ban alapította Bérczesi Róbert, Erdős Attila, Peti Szabolcs és Kiszely András Later címen Komlón. A zenekar neve a képregények jobb felső sarkában található kifejezésre utal (later...). Az első demot BlaBla néven 1996-ban rögzítették egy orsós magnó segítségével. A zenekar főleg környékbeli településeken lépett fel, és több tehetségkutatón is indult és többön is eredményesen szerepelt, ám ez nem hozta meg a várt sikereket.
1997-ben megnyerték a Pepsi által szervezett Generation Next tehetségkutatót, melynek fődíjasaként elkészíthették első stúdiólemezüket. Első lemezüket, a Kétségbeejtően átlagost a Biztonsági őr című maxi harangozta be, a maxi címadó dalához videóklip is készült. Bérczesi egy későbbi interjúban megemlíti, hogy szerinte a külső producerek nagyon más irányba vitték el a lemezt, mint ahogy szerinte szólnia kéne. Valamint azt, hogy hiba volt BlaBlának elnevezni az együttest a név komolytalansága miatt.
A második nagylemezt, melynek Csillagtelep lett volna a címe, a kiadó már nem vállalta. Az utolsó BlaBla koncertre a 2000-es Sziget Fesztiválon került sor, amikor is az utolsó nap hajnali két órára tették a koncertet. A sikertelenséget megelégelve a frontember Bérczesi feloszlatta a zenekart. Bérczesi Róbert a zenekar feloszlása után egy jóval ismertebb és sikeresebb produkciót hozott létre hiperkarma címmel.

## Tagok
- Bérczesi Róbert – szöveg, ének, gitár, basszusgitár
- Petrik Nándor – gitár
- Kiszely András – dob
- Medgyesi Ferenc†[8] – basszusgitár
- Peti Szabolcs – basszusgitár
- Erdős Attila – gitár

## Diszkográfia
- Izék (demo) (1996)
- Kétségbeejtően átlagos (1998)
- BlaBla 2 - Csillagtelep (demo) (1999)